# 아시스와 갈라테아

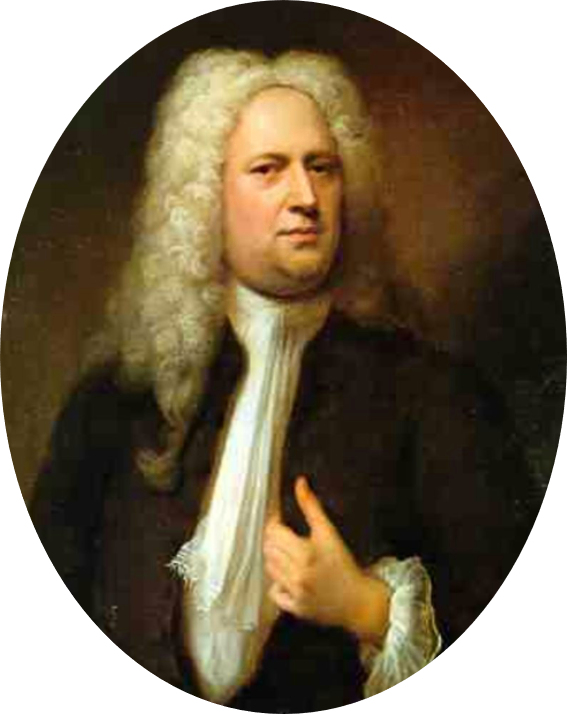

아시스와 갈라테아(Acis and Galatea, HWV 49a -1718/ HWV 49b - 1732년)는 게오르크 프리드리히 헨델이 작곡한 영어 전원 오페라 혹은 가면극이다. 헨델이 영국의 캐논에 살고 있는 동안(샨도스 제1 공작인 제임스 브리지스가 통치), 1717년 존 드라이덴의 오비디우스 영어 번역본이 발간되었고, 1718년 여름 동안 존 게이, 알렉산더 포프, 존 휴스가 그 중 “아시스, 폴리페모스, 갈라테아의 이야기”를 빌려서, 가사를 작성하였다. 1732년 헨델은 이 작품을 수정하고 3막으로 늘렸다.
이 작품이 무대 공연으로 올려졌는지, 세미 무대 공연인지, 연주회 작품으로 공연되었는지 분명치 않다. 합창에 배정된 독창 부분은 현대 이탈리아 세레나타를 가진 작품과 연결된다. 대본은 오비디우스의 "변신이야기", 제13권의 "아시스와 갈라테아"에 기초되었다. 이는 1722년에 처음 발간되고, 마침내 오늘날 일반적으로 공연하는 2막의 작품으로 되기전까지 수많은 개정이 있었다. "아시스와 갈라테아"는 다양한 형식으로 수많은 공연이 있었으며, 작곡가의 생애동안 헨델의 가장 널리 공연되는 드라마적인 작품이었다. 헨델은 자주 그의 새 작품에서 예전 것을 재사용하였고, "아시스와 갈라테아"도 예외는 아니었다. 이는 그의 칸타타인 "Aci, Galatea e Polifemo (1708년)"의 일부를 포함할 뿐만 아니라, 그의 이탈리아어 칸타타도 사용되었다. 이 작품에서 아마도 가장 잘 알려진 아리아는 베이스 독창인 "I rage, I melt, I burn"와 테너의 아리아이다. "Love in her eyes sits playing"
1788년 볼프강 아마데우스 모차르트는 이 작품을, 그의 후원자인 고트프리드 반 스바이텐 남작을 위해 재편곡하였다.

## 등장인물
- 갈라테아 - 바다의 님프, 반신성 (소프라노)
- 아시스 - 양치기, 갈라테아의 연인 (테너)
- 다몬 - 양치기, 아시스의 친구 (테너) (1718년 판본에는 카운터테너)
- 폴리페모스 - 괴물, 갈라테아를 사랑함(베이스)
- 고리돈 (테너) (오직 몇 개의 판본에만 등장하고, 일반적으로 현대의 공연에서는 등장하지 않는다)

## 줄거리

### 1막
님프와 양치기들의 전원적인 지역에서, 갈라테아는 절반은 신인 바다의 님프로, 양치기 아시스를 사랑한다. 그 둘은 서로를 사랑하고, 양치기 다몬의 도움으로 마침내 연인이 된다.

### 2막
합창단은 아시스와 갈라테아에게 갈라테아를 사랑하는 질투어린 괴물 폴리페무스를 조심하라고 경고한다. 우락부락한 폴리페모스가 강제로 갈라테아를 구애하겠다고 위협하자, 양치기 고리돈은 폴리페무스에게 갈라테아의 마음을 얻으려면 신사적인 방법을 쓰라고 충고한다. 아시스는 다몬의 경고에도 불구하고, 폴리페모스와 싸우기로 결심한다. 아시스와 갈라테아는 영원한 사랑을 맹세한다. 그러나 성난 폴리페무스가 중간에 끼어들어, 잔인하게 아시스를 살해한다. 갈라테아는 비통해하나, 합창단은 갈라테아에게 그녀가 반은 신성이라는 것을 환기한다. 그녀는 자신이 가진 능력으로, 아시스를 아름다운 샘으로 변화시키고, 합창단은 그의 불멸을 축하한다.

## 참고 링크
- Stanley Sadie. "아시스와 갈라테아", Grove Dictionary of Music and Musicians', ed. L. Macy grovemusic.com (회원제)보관됨 2008-05-16 - 웨이백 머신
- Music Associates of America: 아시스와 갈라테아
- 뉴욕시티 오페라, 간략 줄거리
- 원문 대본